# Mohamed Kader
Mohamed Abdel-Kader Coubadja-Touré (Sokodé, 1979. április 8. –) togói válogatott labdarúgó. Ő szerezte a Togói labdarúgó-válogatott történetének első gólját a 2006-os labdarúgó-világbajnokságon.

## Fordítás
- Ez a szócikk részben vagy egészben  a   Mohamed Kader című angol Wikipédia-szócikk fordításán alapul.  Az eredeti cikk szerkesztőit annak laptörténete sorolja fel. Ez a jelzés csupán a megfogalmazás eredetét és a szerzői jogokat jelzi, nem szolgál a cikkben szereplő információk forrásmegjelöléseként.